# Carcinoma embrionale
Il carcinoma embrionale è una forma tumorale maligna non seminomatosa del testicolo.

## Epidemiologia
Compare più frequentemente tra i 20 e i 30 anni, i fattori di rischio sono quelli condivisi da altre forme del tumore del testicolo.

## Anatomia patologica
Si mostra come formazione solida, ha zone necrotiche ed emorragiche.
Le cellule possono avere un diverso grado di displasia e alterazioni nucleari, si notano figure mitotiche e crescita in cordoni anche in forme anaplastiche.